# Colin von Halkett
Colin Freiherr von Halkett (* 2. März 1816 in Osnabrück; † 22. Februar 1879 in Celle) war Offizier und Mitglied des deutschen Reichstags.

## Leben
Halkett entstammte einer Familie mit militärischer Tradition, er ist nicht zu verwechseln mit Sir Colin Halkett (1774–1856), der vor Waterloo kämpfte.
Colin besuchte das Gymnasium in Celle trat 1832 in den königlich hannoverschen Militärdienst als Lieutenant. Er diente bei den Garde-Husaren, zuletzt als Kommandeur des Königin-Husaren-Regiments. Halkett war längere Jahre beim persönlichen Stab des Königs Ernst August und wurde von diesem mit einigen ausländischen Missionen betraut.
Zwischen 1878 und seinem Tode war er Mitglied des Deutschen Reichstages als Welfe und als Hospitant der Deutschen Zentrumspartei für den Wahlkreis Hannover 14 (Celle, Peine, Gifhorn).